# Destinační společnost
Destinační společnost je organizace, která má za úkol zajišťovat koordinaci a kooperaci poskytovatelů služeb cestovního ruchu na daném území (destinaci) za účelem efektivnějšího řízení turismu v regionu. Snaží se zajistit udržitelný rozvoj území, konkurenceschopnost na trhu, ucelenou nabídku aktivit a spolupráci jednotlivých subjektů. Využívá k tomu nástrojů managementu.

## Založení destinační společnosti
Důvody k zakládání destinačních společností jsou různé. Často se může jednat pouze o způsob jak získat různé finanční podpory a dotace, za tímto účelem založené organizace však většinou nemají dlouhou životnost. Lepším podnětem je snaha nějakým způsobem zlepšit podmínky pro rozvoj cestovního ruchu a zajištění spolupráce.
Na začátku je potřeba zhodnotit situaci destinace, rozmyslet si plán budoucí činnosti, stanovit si cíle, úkoly a především strategii řízení. K tomu jsou zapotřebí jak znalosti samotného prostředí (příroda, společnost, podnikatelské subjekty, místí obyvatelé…) tak zkušenosti z oblasti managementu. V destinační společnosti navíc není zapotřebí řídit jen vlastní zaměstnance, ale zkoordinovat činnost i dalších organizací v destinaci.
Zakládání destinační společnosti probíhá podobně jako u jiných organizací. Je zde několik důležitých bodů, které je si třeba předem dobře rozmyslet:
- Právní forma – základní nastavení jak bude společnost fungovat. Odvíjí se od toho možnosti financování, kdo smí a nesmí být členem (veřejný vs. soukromý sektor) a podobně.
- Finanční zdroje – je nutné nastavit způsob získávání financí. To je možné například z dotací, členských příspěvků a vlastní komerční činnosti.
- Zakladatelé – je zapotřebí rozhodnout kdo bude přizván jako zakládající člen (veřejné subjekty, soukromé, kraj, obce…)
- Cíl, vize, činnost – na základě toho se pak vytváří strategický dokument organizace

Od toho se pak bude odvíjet budoucí fungování celé společnosti.

## Destinační management
Jedná se o proces řízení, jehož základ tvoří komunikace, koordinace a kooperace a to nejen v rámci společnosti, ale v rámci celého regionu. Je tedy důležité, aby se jednotlivé subjekty chovaly spíše jako spojenci a rovnocenní partneři, než jako konkurence. Jen to může zajistit vytvoření ucelené nabídky produktu cestovního ruchu. Je daleko efektivnější propagovat oblast jako harmonický celek, než jako separovaná střediska.
Často se destinační společnosti zapojují do tak zvaného systému řízení destinace (DMS). Jedná se o komplexní a integrovaný systém v elektronické podobě, který pomáhá usnadňovat komunikaci, koordinaci a kooperaci jednotlivých složek destinace. Pomocí tohoto systému je možné sbírat data, analyzovat je a rychleji vyhodnocovat. Užitečný je nejen pro subjekty cestovního ruchu, ale i pro návštěvníky. Na jednom místě mohou získat informace o místních střediscích, hotelích, restauracích a tak dále. Bývají tam také uvedeny základní údaje o destinaci obecně a v neposlední řadě je možná také rezervace ubytování.
Důležité je také aby management společnosti stanovil své cíle a vize, jak se má organizace, ale i samotná destinace v budoucnu vyvíjet. Za jeden z nejzákladnějších předpokladů je uváděn udržitelný rozvoj. To znamená rozvíjet cestovní ruch takovým způsobem, aby z toho měli užitek současní, ale i budoucí návštěvníci. K přesnému naplánování činnosti a způsobů jak toho dosáhnout slouží strategický dokument, ten je obvykle sestaven už při zakládání společnosti.

## Historie
Destinační společnost je alespoň na území České republiky poměrně nová záležitost. První organizace začaly vznikat kolem roku 2000. Inspirací byl především zahraniční úspěch (Švýcarsko, Rakousko) a potřeba rozvoje a podpory cestovního ruchu na daných územích.
Obecně se dá vývoj destinačních společností rozdělit do 3 fází:
- Budovací – zahrnuje především vyřešení interních záležitostí (viz Založení destinační společnosti).
- Růstová – společnost už funguje a důraz kladen především na propagaci destinace jako uceleného produktu cestovního ruchu a tvorba její image.
- Koncentrační – zde už je společnost v plném provozu. Koordinuje činnost celé oblasti. Obvykle se zavádí informační a rezervační systém.

V zahraničí se organizace nacházejí převážně v poslední koncentrační fázi. Díky pozdějšímu startu v České republice můžeme najít zatím formy všechny.